# NGC 2089
NGC 2089 is een elliptisch sterrenstelsel in het sterrenbeeld Haas. Het hemelobject werd op 6 februari 1785 ontdekt door de Duits-Britse astronoom William Herschel.

## Synoniemen
- ESO 554-36
- MCG -3-15-16
- IRAS 05456-1738
- PGC 17860